# Муримут, Адам

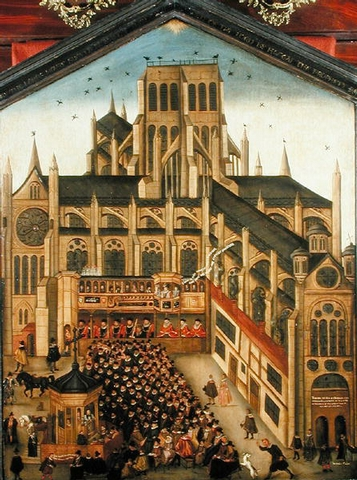
Старый собор Святого Павла в Лондоне. Худ. Джон Гипкин (1616)

Адам Муримут, или Маримут (англ. Adam Murimuth, лат. Adamus Murimuthensis; 29 сентября 1274 или 29 сентября 1275 — не позже 1347) — английский хронист, правовед и экклезиолог, каноник лондонского собора Св. Павла, автор «Истории нашего времени» (лат. Historia sui temporis), один из летописцев начального периода Столетней войны.

## Биография

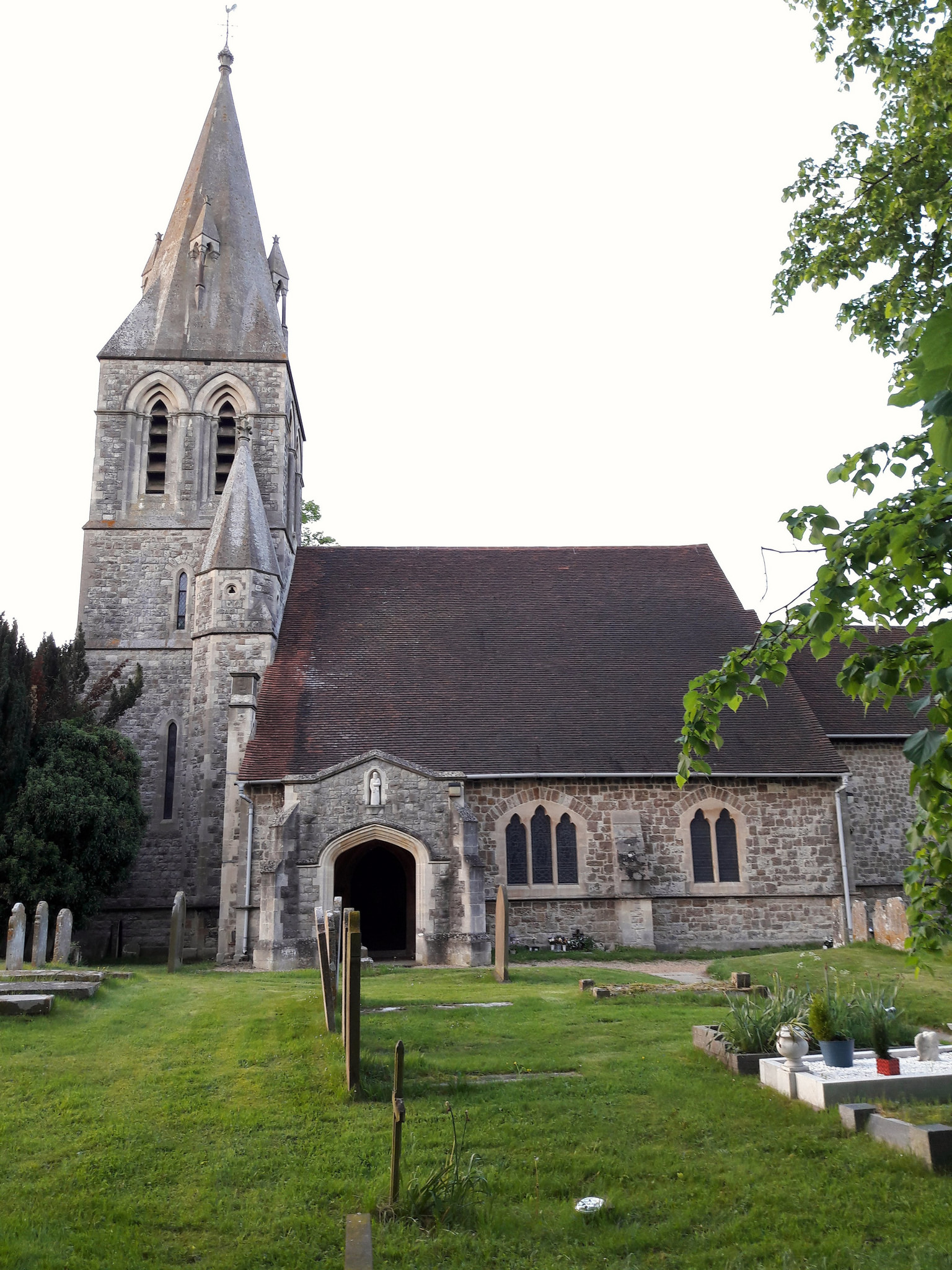
Церковь Святого Андрея в Рэйсбери (Бакингемшир), XII—XIII вв.

Родился в 1274 и 1275 году, на день Св. Михаила, в местечке Файфилд (Оксфордшир). Семья принадлежала к мелкопоместному дворянству, архивные документы, в частности, упоминают под 1316 годом местного помещика Джона де Муримута, а под 1313-м королевского клерка Ричарда де Муримута.
В 1308 году окончил Оксфордский университет, получив в 1312 году степень доктора гражданского права. Занимал сначала в Оксфорде, затем в Кентербери должность проктора. В 1312—1318 годах выполнял дипломатические поручения церковных и светских властей, в частности, короля Эдуарда II и архиепископа Кентерберийского Роберта Уинчелси, при папском дворе в Авиньоне, за что в 1320 году награждён был пребендой в Херефорде, а также в Харлстоне при лондонском соборе Святого Павла.
22 ноября 1314 года получил приход в Хейсе (Мидлсекс), в 1315 году — в Лайминге (Кент), а в 1318-м — в Клиффе в Ху. В мае 1319 года, по возвращении из Авиньона, стал проктором духовного суда архиепископа Кентерберийского в Йорке. В 1320—1321 годах владел пребендой в приходе Буллингхоуп в Херефорде, а в 1321—1322 годах был генеральным викарием лондонского епископа Стивена Грейвзенда. В 1323 году, занимая должность каноника в Херефорде, ездил с посольствами к королю Неаполя и Сицилии Роберту Анжуйскому относительно претензий короля Эдуарда на земли в Провансе, затем к папе Иоанну XXII с жалобой на бывшего королевского посланника Джона Стратфорда, а также с целью воспрепятствовать избранию брата шотландского короля Роберта Брюса архиепископом Глазго, за что награждён был пребендой в Элдстрите.
16 мая 1325 года получил пребенду в приходе Св. Павла на Илдстрит, который 2 февраля 1328 года обменял на пребенду в Нисдене. В том же году занял должность генерального викария архиепископа Кентерберийского Уолтера Рейнольдса, получив за это пребенду в приходе Вирадсбери в диоцезе Линкольна. В 1328 году стал регентом хора в Эксетере. В 1331 году осел в Рэйсбери (Бакингемшир), где занялся своими историческими трудами. В 1335 году упоминается как комиссар нового архиепископа Кентерберийского Джона де Стрэтфорда, а в 1338 году занял должность декана собора Св. Павла, получив от его капитула в аренду поместье в Барнсе.
До конца жизни сохранял тесные связи с королевским и архиепископским дворами, пользуясь поддержкой многих представителей высшей духовной и светской знати. Умер не позже 26 июня 1347 года, когда утверждён был в должности его преемник в Вирадсбери.

## Сочинения
Основное историческое сочинение Адама Муримута изначально было названо им «Продолжением хроник» (лат. Continuatio Chronicarum), поскольку в использованных им хрониках Эксетера изложение событий доведено до 1302 года, а в хрониках Вестминстера — до 1305 года.
Часто выполняя королевские и архиепископские поручения, Муримут не имел достаточно времени для исторических занятий, поэтому первоначальный вариант его хроники, законченный около 1337 года и охватывающий события 1303—1337 годов, довольно краток. Особенно лаконичны в нём сообщения о событиях середины правления Эдуарда II, когда Муримут находился в Авиньоне.
С 1341 по 1347 год Муримут активно перерабатывал своё сочинение, насчитывающее не менее четырёх редакций, используя доступные ему документы архива собора Св. Павла и королевской канцелярии. Важным дополнением к последним являются личные воспоминания автора, активно участвовавшего во многих политических и церковных делах того времени. В редакции из рукописи, находящейся в собрании Коттона Британской библиотеки (MS Claudius E. 8), труд Муримута носит название «Хроники, или Событий, что наблюдали мы при жизни, включая дела римские, галльские и английские, с 1302 по 1343 год» (лат. Chronicon, sive Res Gestae sui temporis quibus ipse interfuit, res Romanas et Gallicas Anglicanis intertexens, 1302—1343).
В окончательном варианте хроника Адама Муримута, получившая название «История нашего времени» (лат. Historia sui temporis), доведена до 1347 года и включает, в частности, описание событий начала Столетней войны, а также отношений королевского двора и церкви Англии с папской курией. Неплохо информированный летописец, не только имевший доступ к документам королевской и архиепископской канцелярий, но и общавшийся лично со многими церковными и светскими феодалами, Муримут не особенно аккуратен в хронологии и некритичен к источникам, не говоря уже об объективности личных оценок, что не позволяет считать его настоящим историком. Идеологические взгляды его отличаются выраженным патриотизмом и пессимизмом, местами принимающим откровенно циничный характер.
Однако обстоятельная хроника Муримута содержит массу ценных подробностей относительно правления последних Плантагенетов, касающихся, к примеру, влияния всесильного временщика Хью Диспенсера Младшего на Эдуарда II, трагической гибели этого безвольного короля, задушенного, по его словам, в сентябре 1327 года по приказу Роберта Мортимера, графа Марча, создания в январе 1344 года поклонником Артурианы Эдуардом III рыцарского общества Круглого стола, или же битвы с шотландцами при Невиллс-Кроссе (1346). 
Впервые хроника Муримута, сохранившаяся не менее чем в четырёх манускриптах, была издана в 1722 году в Оксфорде антикварием Энтони Холлом, по рукописи из собрания Куинз-колледжа Оксфордского университета (MS 304), содержащей её текст лишь до 1337 года, но с продолжением до 1380-го. В 1846 году её опубликовал для «Английского исторического общества» Томас Хог, использовавший рукопись с текстом до 1346 года и таким же продолжением. Полная научная публикация «Истории нашего времени» Муримута выпущена была в 1889 году в 93-м томе серии Rolls Series, вместе с хроникой Роберта из Эйвсбери, под редакцией историка-источниковеда Эдварда Монда Томпсона.
Церковный историк XVII века Генри Уортон приписывал Муримуту продолжение «Flores Historiarum», которое под заглавием «Анналы Св. Павла» (лат. Annales Paulini) опубликовано было в сборнике «Хроник Эдуарда I и Эдуарда II» из вышеназванной серии «Rolls», выпущенном под редакцией учёного епископа Уильяма Стаббса. Последний в предисловии заключает, что Муримут, возможно, действительно был автором части этого продолжения, охватывающей события 1313—1347 годов, однако вышеназванный Э. М. Томпсон считал, что анонимный составитель анналов просто некритически использовал в качестве источника его «Continuatio Chronicarum».